# Ordre de l'Hermine et de l'Épi
 (mai 2024).
Améliorez-le ou discutez des points à vérifier. 

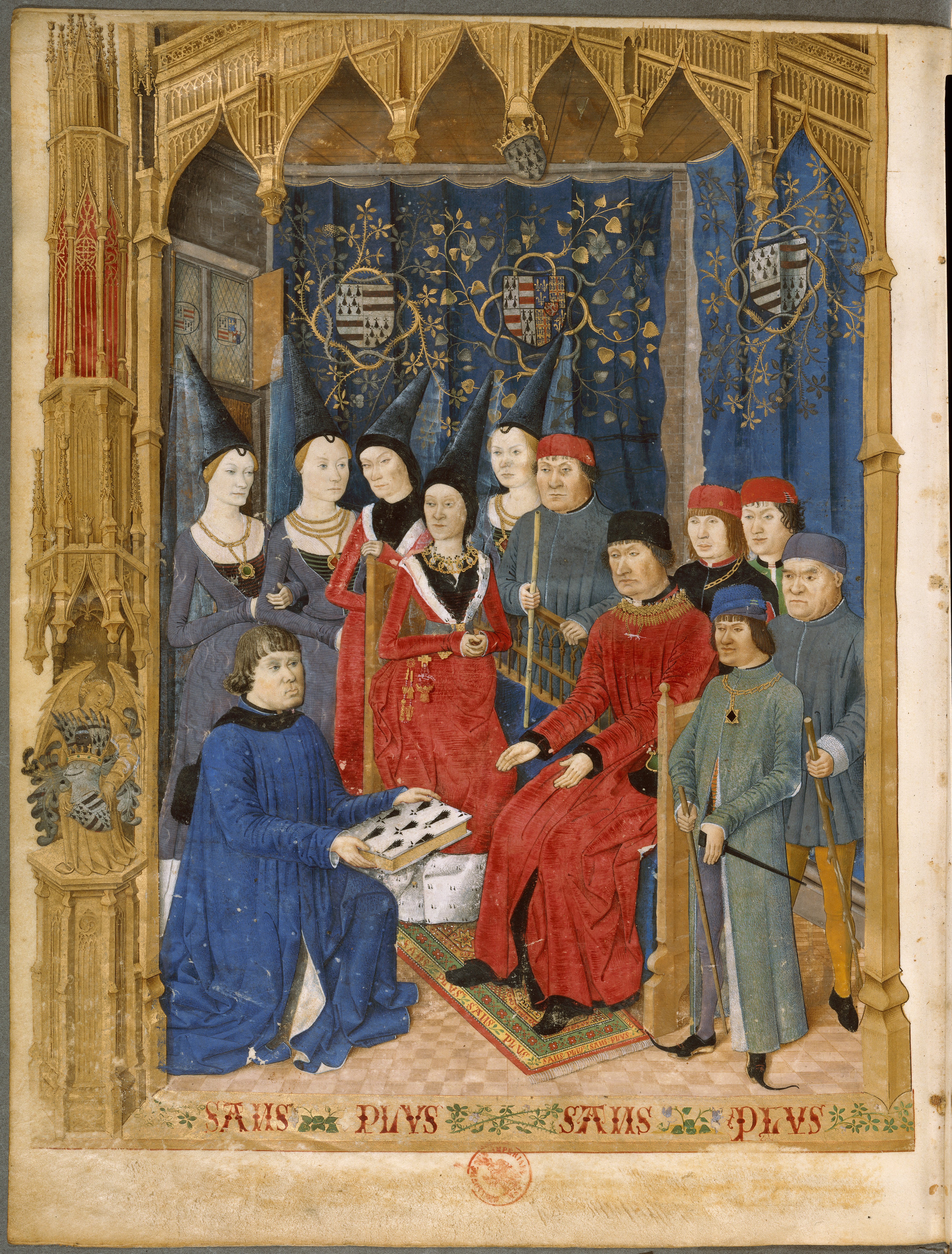
Jean de Derval (à droite) avec le collier de l'ordre de l'épi

L’ordre de l’Hermine et de l’Épi est un ordre de chevalerie créé en 1448 par le duc de Bretagne François Ier (1414-1450) en rattachant l'ordre de l'Hermine, créé par Jean IV  en 1381, à l'ordre de l'Épi[pas clair]. 
Ces ordres ont été supprimés à la suite de l'intégration du duché de Bretagne dans le royaume de France en 1532.

## Histoire

### L'ordre de l'Hermine (1381)
En 1364, la bataille d'Auray permet au duc de Bretagne Jean IV (1339-1399), de la maison de Montfort, soutenu par le roi d'Angleterre, d'éliminer un prétendant soutenu par le roi de France, Charles de Blois. 
En 1381, il fonde l'ordre de l’Hermine. Aucun document ne relate la création de l'ordre, pas plus que ne sont connus ses statuts, mais sa fondation a lieu après l'exil du duc en Angleterre (1373-1379). 
La nouvelle dynastie devait défendre l'autonomie de la Bretagne et consolider son administration. C'était un instrument de politique intérieure, mais aussi de diplomatie à l’égard des autres cours.[pas clair]

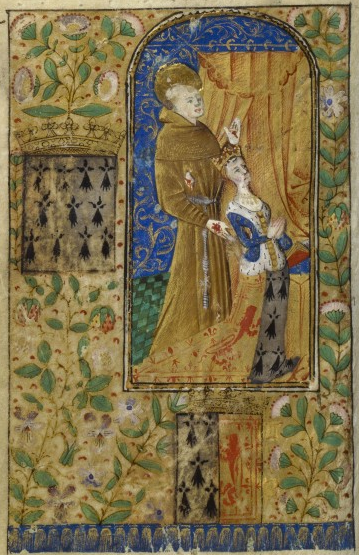
Isabelle d'Écosse, duchesse consort de Bretagne priant avec saint François d'Assise. Livre d'heures conservé à la Bibliothèque nationale de France, Lat 1369, f.56. La duchesse est représentée portant le collier de l'ordre de l'Epi.

Les membres de l'ordre se réunissaient une fois par an dans la collégiale Saint-Michel-du-Champ à Auray (aujourd'hui chartreuse d'Auray à Brech), pour assister à une messe servie par un doyen et huit prêtres. Fait exceptionnel pour l'époque, l'Ordre acceptait les femmes (neuf cas connus) ainsi que les roturiers.
Le signe distinctif était un collier, fait de deux chaînes en or avec des agrafes stylisées par des hermines. Les deux chaînes s’attachaient par une double couronne, avec deux hermines suspendues.

### L'ordre de l'Hermine et de l'Épi
Sous le règne (1442-1450) du duc François Ier, cette distinction, devenue purement honorifique, devient l'ordre de l'Hermine, dit de l'Épi,.
Vers 1447, le duc François Ier, féru de devises et d'emblèmes, ajoute au collier de l'ordre de l'Hermine, un emblème composé d'épis de blé, qui entoure le collier,. Le symbole de l'épi de blé fait un lien avec la prospérité agricole de la Bretagne au XVe siècle.
L'association des deux est peut-être lié à la coïncidence de forme entre une queue d'hermine et un épi de blé, qui en est le double inversé[pas clair].

## Représentation dans les arts
Le tombeau de François II, situé dans le transept sud de la cathédrale de Nantes, présente un gisant du duc décoré d'un collier de l'Hermine et de l'Épi. De même une enluminure représente Jean de Derval portant le collier de l'épi, auquel est suspendue une hermine d'argent.
Dans un manuscrit du XVe siècle, Isabelle d’Écosse est représentée portant le collier d'épi, avec ses filles Marguerite et Marie en prière et parées toutes deux du même collier.

## Aujourd'hui
Un ordre de l'Hermine existe depuis 1972, pour distinguer les personnalités œuvrant en faveur de la culture bretonne.